# Johann III. Romka

Wappen des Breslauer Bischofs Johann III. Romka

Johann III. Romka († 19. November 1301) war Fürstbischof von Breslau.

## Werdegang
Johann Romka wird erstmals in einer Urkunde vom 3. Juni 1267 als Kaplan erwähnt und ist für dieses Jahr auch als Magister bezeugt. 1268 wurde er Domherr am Breslauer Dom. Im Konflikt zwischen Bischof Thomas II. und Herzog Heinrich IV. stand er auf Seiten des Bischofs.
Nach dem Tod des Bischofs Thomas II. wurde Johann Romka vom Domkapitel am 24. April 1292 zu dessen Nachfolger gewählt.
Von seinen Amtshandlungen ist bekannt, dass er das Kloster und die Kirche in Grüssau konsekrierte und 1295 eine Diözesansynode einberief. Der von Thomas I. begonnene Dombau wurde weitergeführt.